# Ходорувка-Стара
Ходорувка-Стара (пол. Chodorówka Stara) — село в Польщі, у гміні Суховоля Сокульського повіту Підляського воєводства.
Населення — 248 осіб (2011).
У 1975-1998 роках село належало до Білостоцького воєводства.

## Демографія
Демографічна структура станом на 31 березня 2011 року:
|          | Загалом | Допрацездатний вік | Працездатний вік | Постпрацездатний вік |
| -------- | ------- | ------------------ | ---------------- | -------------------- |
| Чоловіки | 111     | 21                 | 78               | 12                   |
| Жінки    | 137     | 27                 | 82               | 28                   |
| Разом    | 248     | 48                 | 160              | 40                   |